# باغستان (ازبکستان)
باغستان روستایی در شهرستان بستان‌لیق ولایت تاشکند ازبکستان است. جمعیت آن ۲٫۰۰۰ نفر است که بیشینه آن تاجیک هستند.